# ヤセウツボ
ヤセウツボ（痩靫、学名: Orobanche minor）はハマウツボ科ハマウツボ属に分類される寄生植物の一種。地中海沿岸原産で、日本には外来種として定着している。

## 分布
ヨーロッパから北アフリカにかけての地中海沿岸を原産地とする。
南ヨーロッパ原産。ヨーロッパ、アフリカ、アジア（日本を含む）、オセアニア、南北アメリカに広く移入分布する。日本では関東地方南部に多いが、近畿地方まで広がっているという。
マメ科やキク科などの植物に寄生し、とくにシロツメクサなどが群生しているところでみられる。

## 特徴

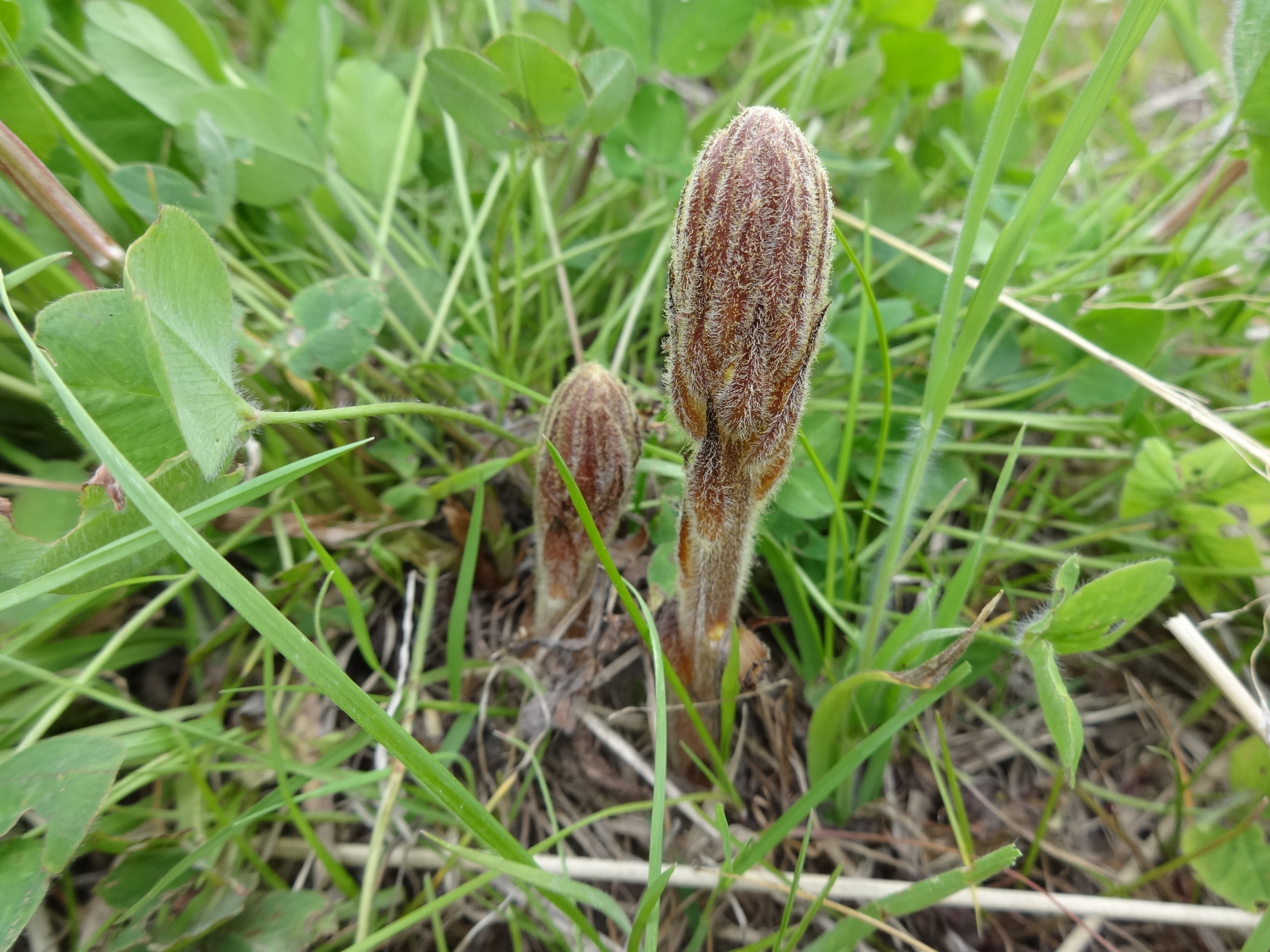
シロツメクサに寄生したヤセウツボの芽

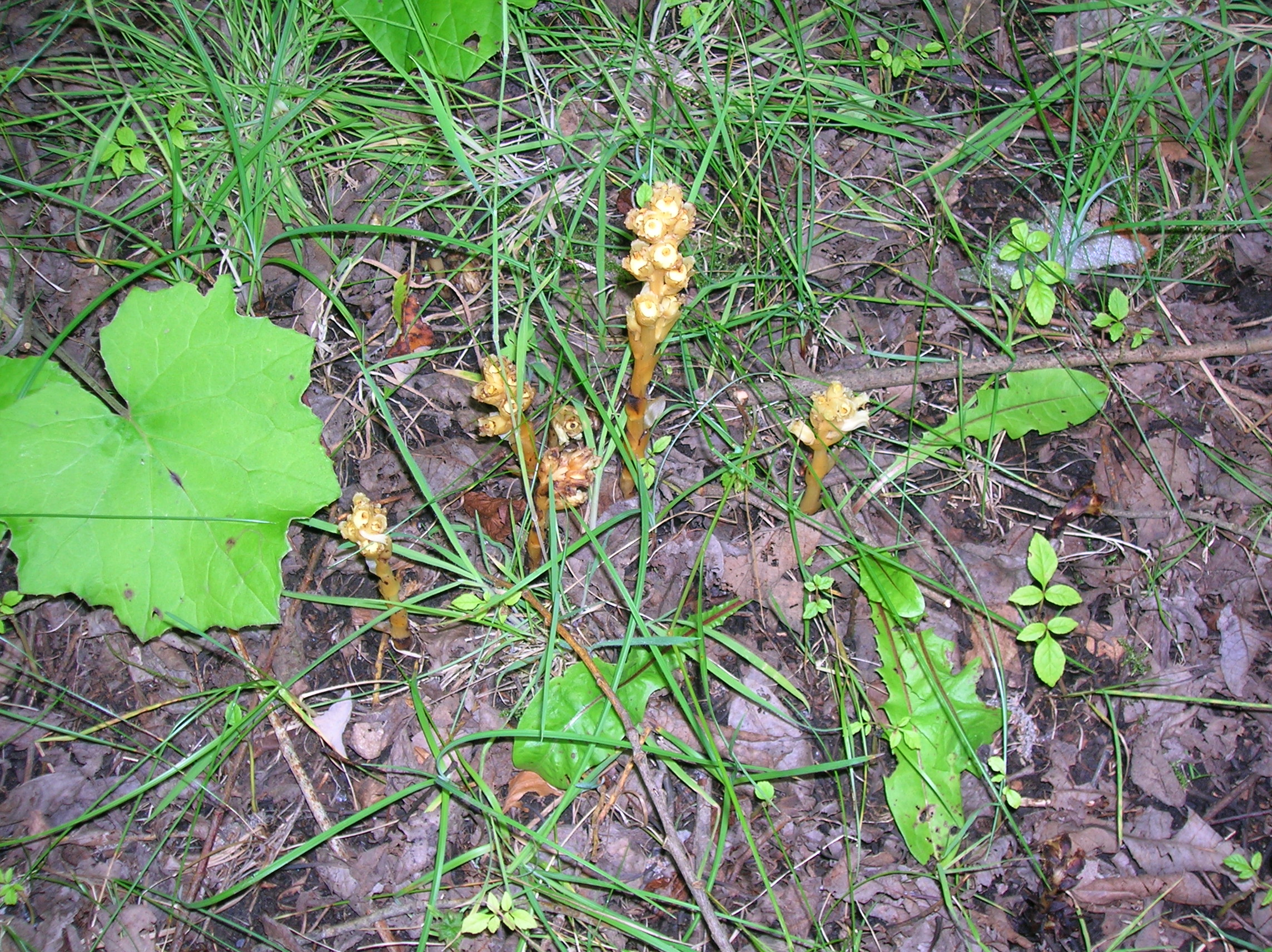
黄色い花

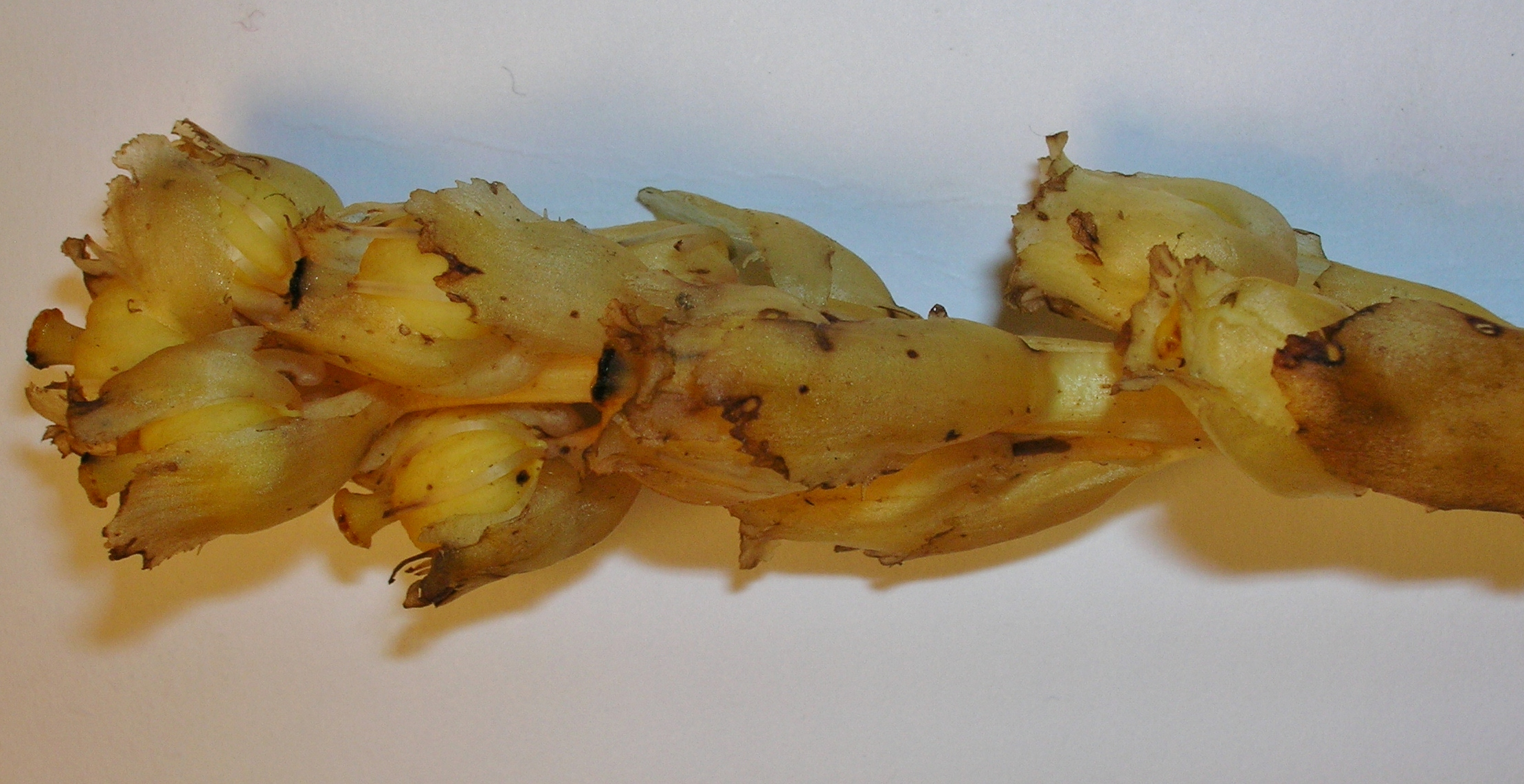
果実

無葉緑の寄生草本。寄主は、キク科・セリ科・マメ科とさまざまな植物が報告されている。
全体に短い腺毛を密生する。葉緑素をもたないため全体的に褐色で、15 - 40センチメートル (cm) ほどの高さまで生長する。葉は鱗片状で、無柄で先が細く尖り、茎を抱くようにつく。
花期は春（4 - 6月）。苞葉の腋に12 - 15ミリメートル (mm) 程度の大きさの唇形花を咲かせる。花の色は黄色の他、赤褐色、黄褐色、紫色などのものもある。萼は花の正中線に沿って基部まで2裂し、列片の先は尾状に尖る。花冠は横に向いた唇形で、上唇は先が凹み、下唇は3裂して中央の列片が大きく、縁が波形に切れ込む。雄蕊は4個、雌蕊は1個で柱頭が大きい。
特に使途もない、どちらかといえば害草の部類だが、筑波大学の研究でアルツハイマー病の治療や予防に利用の可能性が提示されている。
日本在来種のハマウツボ（Orobanche coerulescens）に似るが、ハマウツボの花色は淡紫色で長さ20 mm、花穂が太く、茎に軟毛はあるが腺毛がないといった特徴がある。

## 外来種問題
日本では、明治期以降に牧草として輸入されたシロツメクサやムラサキツメクサに紛れ込んで導入されたと考えられる。1937年に北村四郎によって千葉県の津田沼で初めて確認されて和名をつけ、久内清孝が『帰化植物』（1950年）で詳細に記載した。現在では本州と四国と全域に定着している。
牧草や農作物に寄生した場合、生長を阻害させてしまう。
外来生物法により要注意外来生物に指定されている。